# Космос-1503
Космос-1503 је један од преко 2400 совјетских вјештачких сателита лансираних у оквиру програма Космос.
Космос-1503 је лансиран са космодрома Плесецк, СССР, 12. октобра 1983. Ракета-носач Космос је поставила сателит у орбиту око планете Земље. Маса сателита при лансирању је износила 750 килограма. Космос-1503 је био комуникациони сателит.